# Граб (шахова тема)
Те́ма граб — тема в шаховій композиції. Суть теми — досягнення позиції цугцвангу за рахунок захоплення, ловлі або взяття чорної фігури, яка має можливість вільно пересуватися по шахівниці.

## Історія
Ця ідея була запропонована шаховими композиторами в кінці ХІХ століття.
На шахівниці є фігура суперника, яка вільно може пересуватися. Для досягнення мети треба створити для суперника стан цугцвангу, і для цього необхідно цю фігуру суперника захопити чи знищити.
Назва теми походить від англійського слова — захопити (англ. grab), відповідно назва ідеї — тема граб. Ця тема захоплення, знищення фігур, як правило, зустрічається в жанрі зворотних матів і в етюдах.
|   | a | b | c | d | e | f | g | h |   |
| 8 | a8 чорний король · b8 білий слон · c8 білий король · b7 чорний пішак · f7 білий кінь · d5 чорна тура · a4 білий пішак · b3 білий кінь · f3 білий слон · c2 білий пішак | a8 чорний король · b8 білий слон · c8 білий король · b7 чорний пішак · f7 білий кінь · d5 чорна тура · a4 білий пішак · b3 білий кінь · f3 білий слон · c2 білий пішак | a8 чорний король · b8 білий слон · c8 білий король · b7 чорний пішак · f7 білий кінь · d5 чорна тура · a4 білий пішак · b3 білий кінь · f3 білий слон · c2 білий пішак | a8 чорний король · b8 білий слон · c8 білий король · b7 чорний пішак · f7 білий кінь · d5 чорна тура · a4 білий пішак · b3 білий кінь · f3 білий слон · c2 білий пішак | a8 чорний король · b8 білий слон · c8 білий король · b7 чорний пішак · f7 білий кінь · d5 чорна тура · a4 білий пішак · b3 білий кінь · f3 білий слон · c2 білий пішак | a8 чорний король · b8 білий слон · c8 білий король · b7 чорний пішак · f7 білий кінь · d5 чорна тура · a4 білий пішак · b3 білий кінь · f3 білий слон · c2 білий пішак | a8 чорний король · b8 білий слон · c8 білий король · b7 чорний пішак · f7 білий кінь · d5 чорна тура · a4 білий пішак · b3 білий кінь · f3 білий слон · c2 білий пішак | a8 чорний король · b8 білий слон · c8 білий король · b7 чорний пішак · f7 білий кінь · d5 чорна тура · a4 білий пішак · b3 білий кінь · f3 білий слон · c2 білий пішак | 8 |
| 7 | a8 чорний король · b8 білий слон · c8 білий король · b7 чорний пішак · f7 білий кінь · d5 чорна тура · a4 білий пішак · b3 білий кінь · f3 білий слон · c2 білий пішак | a8 чорний король · b8 білий слон · c8 білий король · b7 чорний пішак · f7 білий кінь · d5 чорна тура · a4 білий пішак · b3 білий кінь · f3 білий слон · c2 білий пішак | a8 чорний король · b8 білий слон · c8 білий король · b7 чорний пішак · f7 білий кінь · d5 чорна тура · a4 білий пішак · b3 білий кінь · f3 білий слон · c2 білий пішак | a8 чорний король · b8 білий слон · c8 білий король · b7 чорний пішак · f7 білий кінь · d5 чорна тура · a4 білий пішак · b3 білий кінь · f3 білий слон · c2 білий пішак | a8 чорний король · b8 білий слон · c8 білий король · b7 чорний пішак · f7 білий кінь · d5 чорна тура · a4 білий пішак · b3 білий кінь · f3 білий слон · c2 білий пішак | a8 чорний король · b8 білий слон · c8 білий король · b7 чорний пішак · f7 білий кінь · d5 чорна тура · a4 білий пішак · b3 білий кінь · f3 білий слон · c2 білий пішак | a8 чорний король · b8 білий слон · c8 білий король · b7 чорний пішак · f7 білий кінь · d5 чорна тура · a4 білий пішак · b3 білий кінь · f3 білий слон · c2 білий пішак | a8 чорний король · b8 білий слон · c8 білий король · b7 чорний пішак · f7 білий кінь · d5 чорна тура · a4 білий пішак · b3 білий кінь · f3 білий слон · c2 білий пішак | 7 |
| 6 | a8 чорний король · b8 білий слон · c8 білий король · b7 чорний пішак · f7 білий кінь · d5 чорна тура · a4 білий пішак · b3 білий кінь · f3 білий слон · c2 білий пішак | a8 чорний король · b8 білий слон · c8 білий король · b7 чорний пішак · f7 білий кінь · d5 чорна тура · a4 білий пішак · b3 білий кінь · f3 білий слон · c2 білий пішак | a8 чорний король · b8 білий слон · c8 білий король · b7 чорний пішак · f7 білий кінь · d5 чорна тура · a4 білий пішак · b3 білий кінь · f3 білий слон · c2 білий пішак | a8 чорний король · b8 білий слон · c8 білий король · b7 чорний пішак · f7 білий кінь · d5 чорна тура · a4 білий пішак · b3 білий кінь · f3 білий слон · c2 білий пішак | a8 чорний король · b8 білий слон · c8 білий король · b7 чорний пішак · f7 білий кінь · d5 чорна тура · a4 білий пішак · b3 білий кінь · f3 білий слон · c2 білий пішак | a8 чорний король · b8 білий слон · c8 білий король · b7 чорний пішак · f7 білий кінь · d5 чорна тура · a4 білий пішак · b3 білий кінь · f3 білий слон · c2 білий пішак | a8 чорний король · b8 білий слон · c8 білий король · b7 чорний пішак · f7 білий кінь · d5 чорна тура · a4 білий пішак · b3 білий кінь · f3 білий слон · c2 білий пішак | a8 чорний король · b8 білий слон · c8 білий король · b7 чорний пішак · f7 білий кінь · d5 чорна тура · a4 білий пішак · b3 білий кінь · f3 білий слон · c2 білий пішак | 6 |
| 5 | a8 чорний король · b8 білий слон · c8 білий король · b7 чорний пішак · f7 білий кінь · d5 чорна тура · a4 білий пішак · b3 білий кінь · f3 білий слон · c2 білий пішак | a8 чорний король · b8 білий слон · c8 білий король · b7 чорний пішак · f7 білий кінь · d5 чорна тура · a4 білий пішак · b3 білий кінь · f3 білий слон · c2 білий пішак | a8 чорний король · b8 білий слон · c8 білий король · b7 чорний пішак · f7 білий кінь · d5 чорна тура · a4 білий пішак · b3 білий кінь · f3 білий слон · c2 білий пішак | a8 чорний король · b8 білий слон · c8 білий король · b7 чорний пішак · f7 білий кінь · d5 чорна тура · a4 білий пішак · b3 білий кінь · f3 білий слон · c2 білий пішак | a8 чорний король · b8 білий слон · c8 білий король · b7 чорний пішак · f7 білий кінь · d5 чорна тура · a4 білий пішак · b3 білий кінь · f3 білий слон · c2 білий пішак | a8 чорний король · b8 білий слон · c8 білий король · b7 чорний пішак · f7 білий кінь · d5 чорна тура · a4 білий пішак · b3 білий кінь · f3 білий слон · c2 білий пішак | a8 чорний король · b8 білий слон · c8 білий король · b7 чорний пішак · f7 білий кінь · d5 чорна тура · a4 білий пішак · b3 білий кінь · f3 білий слон · c2 білий пішак | a8 чорний король · b8 білий слон · c8 білий король · b7 чорний пішак · f7 білий кінь · d5 чорна тура · a4 білий пішак · b3 білий кінь · f3 білий слон · c2 білий пішак | 5 |
| 4 | a8 чорний король · b8 білий слон · c8 білий король · b7 чорний пішак · f7 білий кінь · d5 чорна тура · a4 білий пішак · b3 білий кінь · f3 білий слон · c2 білий пішак | a8 чорний король · b8 білий слон · c8 білий король · b7 чорний пішак · f7 білий кінь · d5 чорна тура · a4 білий пішак · b3 білий кінь · f3 білий слон · c2 білий пішак | a8 чорний король · b8 білий слон · c8 білий король · b7 чорний пішак · f7 білий кінь · d5 чорна тура · a4 білий пішак · b3 білий кінь · f3 білий слон · c2 білий пішак | a8 чорний король · b8 білий слон · c8 білий король · b7 чорний пішак · f7 білий кінь · d5 чорна тура · a4 білий пішак · b3 білий кінь · f3 білий слон · c2 білий пішак | a8 чорний король · b8 білий слон · c8 білий король · b7 чорний пішак · f7 білий кінь · d5 чорна тура · a4 білий пішак · b3 білий кінь · f3 білий слон · c2 білий пішак | a8 чорний король · b8 білий слон · c8 білий король · b7 чорний пішак · f7 білий кінь · d5 чорна тура · a4 білий пішак · b3 білий кінь · f3 білий слон · c2 білий пішак | a8 чорний король · b8 білий слон · c8 білий король · b7 чорний пішак · f7 білий кінь · d5 чорна тура · a4 білий пішак · b3 білий кінь · f3 білий слон · c2 білий пішак | a8 чорний король · b8 білий слон · c8 білий король · b7 чорний пішак · f7 білий кінь · d5 чорна тура · a4 білий пішак · b3 білий кінь · f3 білий слон · c2 білий пішак | 4 |
| 3 | a8 чорний король · b8 білий слон · c8 білий король · b7 чорний пішак · f7 білий кінь · d5 чорна тура · a4 білий пішак · b3 білий кінь · f3 білий слон · c2 білий пішак | a8 чорний король · b8 білий слон · c8 білий король · b7 чорний пішак · f7 білий кінь · d5 чорна тура · a4 білий пішак · b3 білий кінь · f3 білий слон · c2 білий пішак | a8 чорний король · b8 білий слон · c8 білий король · b7 чорний пішак · f7 білий кінь · d5 чорна тура · a4 білий пішак · b3 білий кінь · f3 білий слон · c2 білий пішак | a8 чорний король · b8 білий слон · c8 білий король · b7 чорний пішак · f7 білий кінь · d5 чорна тура · a4 білий пішак · b3 білий кінь · f3 білий слон · c2 білий пішак | a8 чорний король · b8 білий слон · c8 білий король · b7 чорний пішак · f7 білий кінь · d5 чорна тура · a4 білий пішак · b3 білий кінь · f3 білий слон · c2 білий пішак | a8 чорний король · b8 білий слон · c8 білий король · b7 чорний пішак · f7 білий кінь · d5 чорна тура · a4 білий пішак · b3 білий кінь · f3 білий слон · c2 білий пішак | a8 чорний король · b8 білий слон · c8 білий король · b7 чорний пішак · f7 білий кінь · d5 чорна тура · a4 білий пішак · b3 білий кінь · f3 білий слон · c2 білий пішак | a8 чорний король · b8 білий слон · c8 білий король · b7 чорний пішак · f7 білий кінь · d5 чорна тура · a4 білий пішак · b3 білий кінь · f3 білий слон · c2 білий пішак | 3 |
| 2 | a8 чорний король · b8 білий слон · c8 білий король · b7 чорний пішак · f7 білий кінь · d5 чорна тура · a4 білий пішак · b3 білий кінь · f3 білий слон · c2 білий пішак | a8 чорний король · b8 білий слон · c8 білий король · b7 чорний пішак · f7 білий кінь · d5 чорна тура · a4 білий пішак · b3 білий кінь · f3 білий слон · c2 білий пішак | a8 чорний король · b8 білий слон · c8 білий король · b7 чорний пішак · f7 білий кінь · d5 чорна тура · a4 білий пішак · b3 білий кінь · f3 білий слон · c2 білий пішак | a8 чорний король · b8 білий слон · c8 білий король · b7 чорний пішак · f7 білий кінь · d5 чорна тура · a4 білий пішак · b3 білий кінь · f3 білий слон · c2 білий пішак | a8 чорний король · b8 білий слон · c8 білий король · b7 чорний пішак · f7 білий кінь · d5 чорна тура · a4 білий пішак · b3 білий кінь · f3 білий слон · c2 білий пішак | a8 чорний король · b8 білий слон · c8 білий король · b7 чорний пішак · f7 білий кінь · d5 чорна тура · a4 білий пішак · b3 білий кінь · f3 білий слон · c2 білий пішак | a8 чорний король · b8 білий слон · c8 білий король · b7 чорний пішак · f7 білий кінь · d5 чорна тура · a4 білий пішак · b3 білий кінь · f3 білий слон · c2 білий пішак | a8 чорний король · b8 білий слон · c8 білий король · b7 чорний пішак · f7 білий кінь · d5 чорна тура · a4 білий пішак · b3 білий кінь · f3 білий слон · c2 білий пішак | 2 |
| 1 | a8 чорний король · b8 білий слон · c8 білий король · b7 чорний пішак · f7 білий кінь · d5 чорна тура · a4 білий пішак · b3 білий кінь · f3 білий слон · c2 білий пішак | a8 чорний король · b8 білий слон · c8 білий король · b7 чорний пішак · f7 білий кінь · d5 чорна тура · a4 білий пішак · b3 білий кінь · f3 білий слон · c2 білий пішак | a8 чорний король · b8 білий слон · c8 білий король · b7 чорний пішак · f7 білий кінь · d5 чорна тура · a4 білий пішак · b3 білий кінь · f3 білий слон · c2 білий пішак | a8 чорний король · b8 білий слон · c8 білий король · b7 чорний пішак · f7 білий кінь · d5 чорна тура · a4 білий пішак · b3 білий кінь · f3 білий слон · c2 білий пішак | a8 чорний король · b8 білий слон · c8 білий король · b7 чорний пішак · f7 білий кінь · d5 чорна тура · a4 білий пішак · b3 білий кінь · f3 білий слон · c2 білий пішак | a8 чорний король · b8 білий слон · c8 білий король · b7 чорний пішак · f7 білий кінь · d5 чорна тура · a4 білий пішак · b3 білий кінь · f3 білий слон · c2 білий пішак | a8 чорний король · b8 білий слон · c8 білий король · b7 чорний пішак · f7 білий кінь · d5 чорна тура · a4 білий пішак · b3 білий кінь · f3 білий слон · c2 білий пішак | a8 чорний король · b8 білий слон · c8 білий король · b7 чорний пішак · f7 білий кінь · d5 чорна тура · a4 білий пішак · b3 білий кінь · f3 білий слон · c2 білий пішак | 1 |
|   | a | b | c | d | e | f | g | h |   |

FEN: kBK5/1p3N2/8/3r4/P7/1N3B2/2P5/8
1. Bg4! R~ 
де б чорна тура не пішла, наступним ходом білі її забирають і створюється для чорних позиція цугцвангу
2. B (S, P) x R!   b6 (b5) 3. Bf3 (Be4, Bc6)# 